# Classic de l'Ardèche 2024
Classic de l'Ardèche 2024 var den 24. udgave af det franske cykelløb Classic de l'Ardèche. Det 165,9 km lange linjeløb blev kørt den 24. februar 2024 med start og mål i Guilherand-Granges i den sydøstlige del af landet. Løbet var en del af UCI ProSeries 2024.
Løbet blev vundet af spanske Juan Ayuso fra UAE Team Emirates.

## Resultater
| \| Samlede stilling \| Samlede stilling \| Samlede stilling \| Samlede stilling \| Samlede stilling \| \| Rytter \| Rytter \| Hold \| Tid \| \| \| ---------------- \| ---------------------- \| -------------------------- \| ---------------- \| ---------------- \| \| 1. \| Juan Ayuso \| UAE Team Emirates \| 4t 23' 34" \| \| \| 2. \| Romain Grégoire \| Groupama-FDJ \| + 0" \| \| \| 3. \| Mattias Skjelmose \| Lidl-Trek \| + 0" \| \| \| 4. \| Felix Gall \| Decathlon-AG2R La Mondiale \| + 0" \| \| \| 5. \| Maxim Van Gils \| Lotto Dstny \| + 4" \| \| \| 6. \| Kevin Vermaerke \| Team dsm-firmenich PostNL \| + 4" \| \| \| 7. \| Lorenzo Rota \| Intermarché-Wanty \| + 4" \| \| \| 8. \| Jordan Jegat \| TotalEnergies \| + 4" \| \| \| 9. \| Aurélien Paret-Peintre \| Decathlon-AG2R La Mondiale \| + 4" \| \| \| 10. \| Igor Arrieta \| UAE Team Emirates \| + 4" \| \| |                        |                            |            |
| |                        |                            |            |
| Kilde: ProCyclingStats |                        |                            |            |
| Samlede stilling |                        |                            |            |
| Rytter | Rytter                 | Hold                       | Tid        |
| 1. | Juan Ayuso             | UAE Team Emirates          | 4t 23' 34" |
| 2. | Romain Grégoire        | Groupama-FDJ               | + 0"       |
| 3. | Mattias Skjelmose      | Lidl-Trek                  | + 0"       |
| 4. | Felix Gall             | Decathlon-AG2R La Mondiale | + 0"       |
| 5. | Maxim Van Gils         | Lotto Dstny                | + 4"       |
| 6. | Kevin Vermaerke        | Team dsm-firmenich PostNL  | + 4"       |
| 7. | Lorenzo Rota           | Intermarché-Wanty          | + 4"       |
| 8. | Jordan Jegat           | TotalEnergies              | + 4"       |
| 9. | Aurélien Paret-Peintre | Decathlon-AG2R La Mondiale | + 4"       |
| 10. | Igor Arrieta           | UAE Team Emirates          | + 4"       |

## Hold og ryttere
| UCI WorldTeams (9)- Arkéa-B&B Hotels - Cofidis - Decathlon-AG2R La Mondiale - Groupama-FDJ - Intermarché-Wanty - Lidl-Trek - Soudal Quick-Step - Team dsm-firmenich PostNL - UAE Team Emirates UCI ProTeams (6)- Bingoal WB - Israel-Premier Tech - Lotto Dstny - TotalEnergies - Tudor Pro Cycling Team - Uno-X Mobility UCI Kontinentalhold (3)- CIC U Nantes Atlantique - Nice Métropole Côte d'Azur - Van Rysel-Roubaix |
| |

### Danske ryttere
| Danske ryttere på startlisten |                   |                     |           |
| Rygnummer                     | Rytter            | Hold                | Placering |
| 36                            | Jakob Fuglsang    | Israel-Premier Tech | 33        |
| 51                            | Mattias Skjelmose | Lidl-Trek           | 3         |
| 85                            | Jonas Gregaard    | Lotto Dstny         | 80        |
| 124                           | Simon Dalby       | Uno-X Mobility      | 84        |

* DNF = gennemførte ikke

### Startliste
| Soudal Quick-Step SOQ | Soudal Quick-Step SOQ | Soudal Quick-Step SOQ |
| --------------------- | --------------------- | --------------------- |
| Nr.                   | Rytter                | Placering             |
| 1                     | James Knox (GBR)      | 20.                   |
| 2                     | Paul Magnier (FRA)    | 83.                   |
| 3                     | Fausto Masnada (ITA)  | 72.                   |
| 4                     | Antoine Huby (FRA)    | 12.                   |
| 5                     | Gil Gelders (BEL)     | DNF                   |
| 6                     | Louis Vervaeke (BEL)  | 28.                   |
| 7                     | Pieter Serry (BEL)    | 43.                   |

| Cofidis COF | Cofidis COF           | Cofidis COF |
| ----------- | --------------------- | ----------- |
| Nr.         | Rytter                | Placering   |
| 11          | Jesús Herrada (ESP)   | 90.         |
| 12          | Jon Izagirre (ESP)    | 23.         |
| 13          | Anthony Perez (FRA)   | 63.         |
| 14          | Axel Mariault (FRA)   | 86.         |
| 15          | Jonathan Lastra (ESP) | DNF         |
| 16          | Harrison Wood (GBR)   | 82.         |
| 17          | Thomas Champion (FRA) | 62.         |

| UAE Team Emirates UAD | UAE Team Emirates UAD         | UAE Team Emirates UAD |
| --------------------- | ----------------------------- | --------------------- |
| Nr.                   | Rytter                        | Placering             |
| 21                    | Juan Ayuso (ESP)              | 1.                    |
| 22                    | Marc Hirschi (SUI) (landevej) | 24.                   |
| 24                    | Diego Ulissi (ITA)            | DNF                   |
| 25                    | Sjoerd Bax (NED)              | DNF                   |
| 26                    | Igor Arrieta (ESP)            | 10.                   |
| 27                    | Domen Novak (SLO)             | DNF                   |

| Israel-Premier Tech IPT | Israel-Premier Tech IPT | Israel-Premier Tech IPT |
| ----------------------- | ----------------------- | ----------------------- |
| Nr.                     | Rytter                  | Placering               |
| 31                      | Michael Woods (CAN)     | 21.                     |
| 32                      | Stephen Williams (GBR)  | 14.                     |
| 33                      | Nick Schultz (AUS)      | 47.                     |
| 34                      | Marco Frigo (ITA)       | 57.                     |
| 35                      | Hugo Houle (CAN)        | 87.                     |
| 36                      | Jakob Fuglsang (DEN)    | 33.                     |
| 37                      | Mason Hollyman (GBR)    | DNF                     |

| Intermarché-Wanty IWA | Intermarché-Wanty IWA  | Intermarché-Wanty IWA |
| --------------------- | ---------------------- | --------------------- |
| Nr.                   | Rytter                 | Placering             |
| 41                    | Georg Zimmermann (GER) | 17.                   |
| 42                    | Lorenzo Rota (ITA)     | 7.                    |
| 43                    | Lilian Calmejane (FRA) | 27.                   |
| 44                    | Rune Herregodts (BEL)  | 76.                   |
| 45                    | Simone Petilli (ITA)   | 56.                   |
| 46                    | Rein Taaramäe (EST)    | 78.                   |
| 47                    | Sacha Prestianni (BEL) | DNF                   |

| Lidl-Trek LTK | Lidl-Trek LTK                      | Lidl-Trek LTK |
| ------------- | ---------------------------------- | ------------- |
| Nr.           | Rytter                             | Placering     |
| 51            | Mattias Skjelmose (DEN) (landevej) | 3.            |
| 52            | Bauke Mollema (NED)                | 40.           |
| 53            | Amanuel Ghebreigzabhier (ERI)      | 25.           |
| 54            | Quinn Simmons (USA) (landevej)     | 71.           |
| 55            | Julien Bernard (FRA)               | 73.           |
| 56            | Louis Leidert (GER)                | 93.           |
| 57            | Fabio Felline (ITA)                | DNF           |

| Groupama-FDJ GFC | Groupama-FDJ GFC                  | Groupama-FDJ GFC |
| ---------------- | --------------------------------- | ---------------- |
| Nr.              | Rytter                            | Placering        |
| 61               | Valentin Madouas (FRA) (landevej) | 39.              |
| 62               | Romain Grégoire (FRA)             | 2.               |
| 63               | Rémy Rochas (FRA)                 | 26.              |
| 64               | Kevin Geniets (LUX)               | 11.              |
| 65               | Thibaud Gruel (FRA)               | 69.              |
| 66               | Lorenzo Germani (ITA)             | 75.              |
| 67               | Lars van den Berg (NED)           | DNF              |

| Team dsm-firmenich PostNL DFP | Team dsm-firmenich PostNL DFP | Team dsm-firmenich PostNL DFP |
| ----------------------------- | ----------------------------- | ----------------------------- |
| Nr.                           | Rytter                        | Placering                     |
| 71                            | Romain Bardet (FRA)           | 18.                           |
| 72                            | Warren Barguil (FRA)          | 13.                           |
| 73                            | Kevin Vermaerke (USA)         | 6.                            |
| 74                            | Chris Hamilton (AUS)          | 36.                           |
| 75                            | Romain Combaud (FRA)          | 58.                           |
| 76                            | Martijn Tusveld (NED)         | 65.                           |
| 77                            | Patrick Bevin (NZL)           | DNF                           |

| Lotto Dstny LTD | Lotto Dstny LTD         | Lotto Dstny LTD |
| --------------- | ----------------------- | --------------- |
| Nr.             | Rytter                  | Placering       |
| 81              | Maxim Van Gils (BEL)    | 5.              |
| 83              | Eduardo Sepúlveda (ARG) | 45.             |
| 84              | Sylvain Moniquet (BEL)  | 19.             |
| 85              | Jonas Gregaard (DEN)    | 80.             |
| 86              | Jenno Berckmoes (BEL)   | 68.             |
| 87              | Jarrad Drizners (AUS)   | 79.             |

| Decathlon-AG2R La Mondiale DAT | Decathlon-AG2R La Mondiale DAT | Decathlon-AG2R La Mondiale DAT |
| ------------------------------ | ------------------------------ | ------------------------------ |
| Nr.                            | Rytter                         | Placering                      |
| 91                             | Felix Gall (AUT)               | 4.                             |
| 92                             | Aurélien Paret-Peintre (FRA)   | 9.                             |
| 93                             | Dorian Godon (FRA)             | 52.                            |
| 94                             | Clément Berthet (FRA)          | 22.                            |
| 95                             | Nans Peters (FRA)              | 29.                            |
| 96                             | Alex Baudin (FRA)              | 66.                            |
| 97                             | Jaakko Hänninen (FIN)          | 77.                            |

| Arkéa-B&B Hotels ARK | Arkéa-B&B Hotels ARK    | Arkéa-B&B Hotels ARK |
| -------------------- | ----------------------- | -------------------- |
| Nr.                  | Rytter                  | Placering            |
| 101                  | Clément Venturini (FRA) | 53.                  |
| 102                  | Louis Barré (FRA)       | 30.                  |
| 103                  | Élie Gesbert (FRA)      | DNF                  |
| 104                  | Ewen Costiou (FRA)      | 49.                  |
| 105                  | Michel Ries (LUX)       | DNF                  |
| 106                  | Simon Guglielmi (FRA)   | 64.                  |
| 107                  | Anthony Delaplace (FRA) | 59.                  |

| Tudor Pro Cycling Team TUD | Tudor Pro Cycling Team TUD  | Tudor Pro Cycling Team TUD |
| -------------------------- | --------------------------- | -------------------------- |
| Nr.                        | Rytter                      | Placering                  |
| 111                        | Aloïs Charrin (FRA)         | 85.                        |
| 112                        | Sébastien Reichenbach (SUI) | 34.                        |
| 113                        | Simon Pellaud (SUI)         | 74.                        |
| 114                        | Hannes Wilksch (GER)        | 46.                        |
| 115                        | Marco Brenner (GER)         | 15.                        |
| 116                        | Luc Wirtgen (LUX)           | 44.                        |
| 117                        | Roland Thalmann (SUI)       | 42.                        |

| Uno-X Mobility UXM | Uno-X Mobility UXM                | Uno-X Mobility UXM |
| ------------------ | --------------------------------- | ------------------ |
| Nr.                | Rytter                            | Placering          |
| 121                | Fredrik Dversnes (NOR) (landevej) | 50.                |
| 122                | Johannes Kulset (NOR)             | 31.                |
| 123                | Ådne Holter (NOR)                 | 91.                |
| 124                | Simon Dalby (DEN)                 | 84.                |
| 125                | Odd Christian Eiking (NOR)        | 38.                |
| 126                | Magnus Kulset (NOR)               | 89.                |

| Bingoal WB BWB | Bingoal WB BWB            | Bingoal WB BWB |
| -------------- | ------------------------- | -------------- |
| Nr.            | Rytter                    | Placering      |
| 131            | Marco Tizza (ITA)         | 70.            |
| 132            | Dimitri Peyskens (BEL)    | DNF            |
| 133            | Floris De Tier (BEL)      | 32.            |
| 134            | Aaron Van der Beken (BEL) | 54.            |
| 135            | Louka Matthys (BEL)       | 37.            |
| 136            | Noah Detalle (BEL)        | 92.            |
| 137            | Lucas Jacques (BEL)       | DNF            |

| TotalEnergies TEN | TotalEnergies TEN        | TotalEnergies TEN |
| ----------------- | ------------------------ | ----------------- |
| Nr.               | Rytter                   | Placering         |
| 141               | Mathieu Burgaudeau (FRA) | DNF               |
| 142               | Sandy Dujardin (FRA)     | DNF               |
| 143               | Jordan Jegat (FRA)       | 8.                |
| 144               | Alexis Vuillermoz (FRA)  | DNF               |
| 145               | Alan Jousseaume (FRA)    | 60.               |
| 146               | Fabien Grellier (FRA)    | 67.               |
| 147               | Mattéo Vercher (FRA)     | 48.               |

| Nice Métropole Côte d'Azur NMC | Nice Métropole Côte d'Azur NMC | Nice Métropole Côte d'Azur NMC |
| ------------------------------ | ------------------------------ | ------------------------------ |
| Nr.                            | Rytter                         | Placering                      |
| 151                            | Jean-Louis Le Ny (FRA)         | DNF                            |
| 152                            | Alexander Konijn (NED)         | 88.                            |
| 153                            | Melvin Crommelinck (FRA)       | 81.                            |
| 154                            | Jonathan Couanon (FRA)         | DNF                            |
| 156                            | Andrea Mifsud                  | 41.                            |
| 157                            | Alexandre Léonien (FRA)        | DNF                            |

| Van Rysel-Roubaix VRR | Van Rysel-Roubaix VRR     | Van Rysel-Roubaix VRR |
| --------------------- | ------------------------- | --------------------- |
| Nr.                   | Rytter                    | Placering             |
| 161                   | Maxime Jarnet (FRA)       | DNF                   |
| 162                   | Célestin Guillon (FRA)    | DNF                   |
| 163                   | Maximilien Juillard (FRA) | DNF                   |
| 164                   | Rémi Capron (FRA)         | 61.                   |
| 165                   | Kenny Molly (BEL)         | DNF                   |

| CIC U Nantes Atlantique UCN | CIC U Nantes Atlantique UCN | CIC U Nantes Atlantique UCN |
| --------------------------- | --------------------------- | --------------------------- |
| Nr.                         | Rytter                      | Placering                   |
| 171                         | Clément Braz Afonso (FRA)   | 16.                         |
| 172                         | Matisse Julien (CAN)        | DNF                         |
| 173                         | Artus Jaladeau (FRA)        | 35.                         |
| 174                         | Antoine Hue (FRA)           | DNF                         |
| 175                         | Enzo Briand (FRA)           | DNF                         |
| 176                         | Léo Danès (FRA)             | 51.                         |
| 177                         | Robin Plamondon (CAN)       | 55.                         |

| Soudal Quick-Step SOQ | Soudal Quick-Step SOQ | Soudal Quick-Step SOQ |
| --------------------- | --------------------- | --------------------- |
| Nr.                   | Rytter                | Placering             |
| 1                     | James Knox (GBR)      | 20.                   |
| 2                     | Paul Magnier (FRA)    | 83.                   |
| 3                     | Fausto Masnada (ITA)  | 72.                   |
| 4                     | Antoine Huby (FRA)    | 12.                   |
| 5                     | Gil Gelders (BEL)     | DNF                   |
| 6                     | Louis Vervaeke (BEL)  | 28.                   |
| 7                     | Pieter Serry (BEL)    | 43.                   |

| Cofidis COF | Cofidis COF           | Cofidis COF |
| ----------- | --------------------- | ----------- |
| Nr.         | Rytter                | Placering   |
| 11          | Jesús Herrada (ESP)   | 90.         |
| 12          | Jon Izagirre (ESP)    | 23.         |
| 13          | Anthony Perez (FRA)   | 63.         |
| 14          | Axel Mariault (FRA)   | 86.         |
| 15          | Jonathan Lastra (ESP) | DNF         |
| 16          | Harrison Wood (GBR)   | 82.         |
| 17          | Thomas Champion (FRA) | 62.         |

| UAE Team Emirates UAD | UAE Team Emirates UAD         | UAE Team Emirates UAD |
| --------------------- | ----------------------------- | --------------------- |
| Nr.                   | Rytter                        | Placering             |
| 21                    | Juan Ayuso (ESP)              | 1.                    |
| 22                    | Marc Hirschi (SUI) (landevej) | 24.                   |
| 24                    | Diego Ulissi (ITA)            | DNF                   |
| 25                    | Sjoerd Bax (NED)              | DNF                   |
| 26                    | Igor Arrieta (ESP)            | 10.                   |
| 27                    | Domen Novak (SLO)             | DNF                   |

| Israel-Premier Tech IPT | Israel-Premier Tech IPT | Israel-Premier Tech IPT |
| ----------------------- | ----------------------- | ----------------------- |
| Nr.                     | Rytter                  | Placering               |
| 31                      | Michael Woods (CAN)     | 21.                     |
| 32                      | Stephen Williams (GBR)  | 14.                     |
| 33                      | Nick Schultz (AUS)      | 47.                     |
| 34                      | Marco Frigo (ITA)       | 57.                     |
| 35                      | Hugo Houle (CAN)        | 87.                     |
| 36                      | Jakob Fuglsang (DEN)    | 33.                     |
| 37                      | Mason Hollyman (GBR)    | DNF                     |

| Intermarché-Wanty IWA | Intermarché-Wanty IWA  | Intermarché-Wanty IWA |
| --------------------- | ---------------------- | --------------------- |
| Nr.                   | Rytter                 | Placering             |
| 41                    | Georg Zimmermann (GER) | 17.                   |
| 42                    | Lorenzo Rota (ITA)     | 7.                    |
| 43                    | Lilian Calmejane (FRA) | 27.                   |
| 44                    | Rune Herregodts (BEL)  | 76.                   |
| 45                    | Simone Petilli (ITA)   | 56.                   |
| 46                    | Rein Taaramäe (EST)    | 78.                   |
| 47                    | Sacha Prestianni (BEL) | DNF                   |

| Lidl-Trek LTK | Lidl-Trek LTK                      | Lidl-Trek LTK |
| ------------- | ---------------------------------- | ------------- |
| Nr.           | Rytter                             | Placering     |
| 51            | Mattias Skjelmose (DEN) (landevej) | 3.            |
| 52            | Bauke Mollema (NED)                | 40.           |
| 53            | Amanuel Ghebreigzabhier (ERI)      | 25.           |
| 54            | Quinn Simmons (USA) (landevej)     | 71.           |
| 55            | Julien Bernard (FRA)               | 73.           |
| 56            | Louis Leidert (GER)                | 93.           |
| 57            | Fabio Felline (ITA)                | DNF           |

| Groupama-FDJ GFC | Groupama-FDJ GFC                  | Groupama-FDJ GFC |
| ---------------- | --------------------------------- | ---------------- |
| Nr.              | Rytter                            | Placering        |
| 61               | Valentin Madouas (FRA) (landevej) | 39.              |
| 62               | Romain Grégoire (FRA)             | 2.               |
| 63               | Rémy Rochas (FRA)                 | 26.              |
| 64               | Kevin Geniets (LUX)               | 11.              |
| 65               | Thibaud Gruel (FRA)               | 69.              |
| 66               | Lorenzo Germani (ITA)             | 75.              |
| 67               | Lars van den Berg (NED)           | DNF              |

| Team dsm-firmenich PostNL DFP | Team dsm-firmenich PostNL DFP | Team dsm-firmenich PostNL DFP |
| ----------------------------- | ----------------------------- | ----------------------------- |
| Nr.                           | Rytter                        | Placering                     |
| 71                            | Romain Bardet (FRA)           | 18.                           |
| 72                            | Warren Barguil (FRA)          | 13.                           |
| 73                            | Kevin Vermaerke (USA)         | 6.                            |
| 74                            | Chris Hamilton (AUS)          | 36.                           |
| 75                            | Romain Combaud (FRA)          | 58.                           |
| 76                            | Martijn Tusveld (NED)         | 65.                           |
| 77                            | Patrick Bevin (NZL)           | DNF                           |

| Lotto Dstny LTD | Lotto Dstny LTD         | Lotto Dstny LTD |
| --------------- | ----------------------- | --------------- |
| Nr.             | Rytter                  | Placering       |
| 81              | Maxim Van Gils (BEL)    | 5.              |
| 83              | Eduardo Sepúlveda (ARG) | 45.             |
| 84              | Sylvain Moniquet (BEL)  | 19.             |
| 85              | Jonas Gregaard (DEN)    | 80.             |
| 86              | Jenno Berckmoes (BEL)   | 68.             |
| 87              | Jarrad Drizners (AUS)   | 79.             |

| Decathlon-AG2R La Mondiale DAT | Decathlon-AG2R La Mondiale DAT | Decathlon-AG2R La Mondiale DAT |
| ------------------------------ | ------------------------------ | ------------------------------ |
| Nr.                            | Rytter                         | Placering                      |
| 91                             | Felix Gall (AUT)               | 4.                             |
| 92                             | Aurélien Paret-Peintre (FRA)   | 9.                             |
| 93                             | Dorian Godon (FRA)             | 52.                            |
| 94                             | Clément Berthet (FRA)          | 22.                            |
| 95                             | Nans Peters (FRA)              | 29.                            |
| 96                             | Alex Baudin (FRA)              | 66.                            |
| 97                             | Jaakko Hänninen (FIN)          | 77.                            |

| Arkéa-B&B Hotels ARK | Arkéa-B&B Hotels ARK    | Arkéa-B&B Hotels ARK |
| -------------------- | ----------------------- | -------------------- |
| Nr.                  | Rytter                  | Placering            |
| 101                  | Clément Venturini (FRA) | 53.                  |
| 102                  | Louis Barré (FRA)       | 30.                  |
| 103                  | Élie Gesbert (FRA)      | DNF                  |
| 104                  | Ewen Costiou (FRA)      | 49.                  |
| 105                  | Michel Ries (LUX)       | DNF                  |
| 106                  | Simon Guglielmi (FRA)   | 64.                  |
| 107                  | Anthony Delaplace (FRA) | 59.                  |

| Tudor Pro Cycling Team TUD | Tudor Pro Cycling Team TUD  | Tudor Pro Cycling Team TUD |
| -------------------------- | --------------------------- | -------------------------- |
| Nr.                        | Rytter                      | Placering                  |
| 111                        | Aloïs Charrin (FRA)         | 85.                        |
| 112                        | Sébastien Reichenbach (SUI) | 34.                        |
| 113                        | Simon Pellaud (SUI)         | 74.                        |
| 114                        | Hannes Wilksch (GER)        | 46.                        |
| 115                        | Marco Brenner (GER)         | 15.                        |
| 116                        | Luc Wirtgen (LUX)           | 44.                        |
| 117                        | Roland Thalmann (SUI)       | 42.                        |

| Uno-X Mobility UXM | Uno-X Mobility UXM                | Uno-X Mobility UXM |
| ------------------ | --------------------------------- | ------------------ |
| Nr.                | Rytter                            | Placering          |
| 121                | Fredrik Dversnes (NOR) (landevej) | 50.                |
| 122                | Johannes Kulset (NOR)             | 31.                |
| 123                | Ådne Holter (NOR)                 | 91.                |
| 124                | Simon Dalby (DEN)                 | 84.                |
| 125                | Odd Christian Eiking (NOR)        | 38.                |
| 126                | Magnus Kulset (NOR)               | 89.                |

| Bingoal WB BWB | Bingoal WB BWB            | Bingoal WB BWB |
| -------------- | ------------------------- | -------------- |
| Nr.            | Rytter                    | Placering      |
| 131            | Marco Tizza (ITA)         | 70.            |
| 132            | Dimitri Peyskens (BEL)    | DNF            |
| 133            | Floris De Tier (BEL)      | 32.            |
| 134            | Aaron Van der Beken (BEL) | 54.            |
| 135            | Louka Matthys (BEL)       | 37.            |
| 136            | Noah Detalle (BEL)        | 92.            |
| 137            | Lucas Jacques (BEL)       | DNF            |

| TotalEnergies TEN | TotalEnergies TEN        | TotalEnergies TEN |
| ----------------- | ------------------------ | ----------------- |
| Nr.               | Rytter                   | Placering         |
| 141               | Mathieu Burgaudeau (FRA) | DNF               |
| 142               | Sandy Dujardin (FRA)     | DNF               |
| 143               | Jordan Jegat (FRA)       | 8.                |
| 144               | Alexis Vuillermoz (FRA)  | DNF               |
| 145               | Alan Jousseaume (FRA)    | 60.               |
| 146               | Fabien Grellier (FRA)    | 67.               |
| 147               | Mattéo Vercher (FRA)     | 48.               |

| Nice Métropole Côte d'Azur NMC | Nice Métropole Côte d'Azur NMC | Nice Métropole Côte d'Azur NMC |
| ------------------------------ | ------------------------------ | ------------------------------ |
| Nr.                            | Rytter                         | Placering                      |
| 151                            | Jean-Louis Le Ny (FRA)         | DNF                            |
| 152                            | Alexander Konijn (NED)         | 88.                            |
| 153                            | Melvin Crommelinck (FRA)       | 81.                            |
| 154                            | Jonathan Couanon (FRA)         | DNF                            |
| 156                            | Andrea Mifsud                  | 41.                            |
| 157                            | Alexandre Léonien (FRA)        | DNF                            |

| Van Rysel-Roubaix VRR | Van Rysel-Roubaix VRR     | Van Rysel-Roubaix VRR |
| --------------------- | ------------------------- | --------------------- |
| Nr.                   | Rytter                    | Placering             |
| 161                   | Maxime Jarnet (FRA)       | DNF                   |
| 162                   | Célestin Guillon (FRA)    | DNF                   |
| 163                   | Maximilien Juillard (FRA) | DNF                   |
| 164                   | Rémi Capron (FRA)         | 61.                   |
| 165                   | Kenny Molly (BEL)         | DNF                   |

| CIC U Nantes Atlantique UCN | CIC U Nantes Atlantique UCN | CIC U Nantes Atlantique UCN |
| --------------------------- | --------------------------- | --------------------------- |
| Nr.                         | Rytter                      | Placering                   |
| 171                         | Clément Braz Afonso (FRA)   | 16.                         |
| 172                         | Matisse Julien (CAN)        | DNF                         |
| 173                         | Artus Jaladeau (FRA)        | 35.                         |
| 174                         | Antoine Hue (FRA)           | DNF                         |
| 175                         | Enzo Briand (FRA)           | DNF                         |
| 176                         | Léo Danès (FRA)             | 51.                         |
| 177                         | Robin Plamondon (CAN)       | 55.                         |